# Clinton Hart Merriam
Clinton Hart Merriam (5 de diciembre de 1855 - 19 de marzo de 1942), fue un naturalista, ornitólogo, entomólogo, etnógrafo, y zoólogo estadounidense.
Nació en Nueva York en 1855. Su padre, Clinton Levi Merriam, fue congresista. Estudió biología y anatomía en la Universidad de Yale, y obtuvo su doctorado en medicina en la Escuela de Medicina y Cirugía en la Columbia University en 1879.

## Algunas publicaciones
- 1910 . The dawn of the world : myths and weird tales told by the Mewan Indians of California (Arthur H. Clark Co., Cleveland) — archivo en línea Archive.org (otra versión)
- 1896 . Synopsis of the weasels of North America (Washington) — archivo en línea Archive.org
- 1877 . A review of the birds of Connecticut (Tuttle, Morehouse & Taylor, Printers, New Haven) — archivo en línea Archive.org

- La abreviatura «Merriam» se emplea para indicar a Clinton Hart Merriam como autoridad en la descripción y clasificación científica de los vegetales.[1]

## Abreviatura (zoología)
La abreviatura Merriam  se emplea para indicar a Clinton Hart Merriam como autoridad en la descripción y taxonomía en zoología.